# 岡本知
岡本 知（おかもと ちかし、1939年6月29日 - 2003年4月23日）は、日本の音響監督である。グロービジョンに所属していた。

## 経歴
満洲国出身。終戦後は、家族と共に日本へ引き揚げる。
日本大学芸術学部映画学科卒業後、グロービジョンへ入社。
テレビアニメ『サザエさん』では、録音演出を1969年の初回から2003年まで長期にわたり担当。また、映画番組「ゴールデン洋画劇場」などで吹き替えの演出を行い活動していた。
2003年4月23日、肺気腫のため死去。63歳没。

## 特色・人物
明るく竹を割ったような性格であった。また、愛煙家であったという。
自己主張の強い一面があり、直接的な物言いから憎まれ口をきくこともあった。これは、引揚者故に「人から馬鹿にされてはいけない」という環境で育ったことが大きかったといい、反感を買われることが多かった一方、信頼を寄せられることも多かった。
音響監督の仕事は「芸者と同じ」としており、「贔屓のお客に指名されなきゃ仕事がない、御指名がくるまで待ってる身」だと述べていた。
佐々木るんによると、キャスティングでは二枚目の声優を敢えて三枚目や悪役で起用するなど、ユニークな人物だったという。

### サザエさん
『サザエさん』の録音演出は、フジテレビの別所孝治による推薦で起用されたといい、BGMの選曲も音響効果の柏原満と共に担当していた。また、本番組に対する思いや執念は強かったという。
脚本家の西村則男とは大学時代の同級生であり、交友があった。
最晩年は肺気腫の悪化で大幅に痩せて体調が芳しくない中、酸素ボンベを抱え収録に参加していた。スタジオの席に座ると体調や外見とは裏腹に、往年と同じ張りのある声で声優に演出をしていたという。

## 参加作品
※アニメ作品は“録音・演出”、吹き替え作品は“演出”としての参加。

### テレビアニメ
- サザエさん（1969年 - 2003年）
- のらくろ（1970年）
- おんぶおばけ（1972年 - 1973年）

### 吹き替え

#### 映画
- 悪魔たち、天使たち
- アナコンダ ※ソフト版
- イージー・マネー/一獲千金
- エクスタミネーター ※フジテレビ版
- オズの魔法使 ※NHK版
- スイート・チャリティー
- スネーク・アイズ ※ソフト版
- ソルジャー ※ソフト版
- バッドボーイズ ※フジテレビ版
- ビクター/ビクトリア
- ブルースチール ※フジテレビ版
- ポリス・ストーリー2/九龍の眼 ※VHS版
- ポルターガイスト ※フジテレビ版
- ポルターガイスト2
- マジック・ダイナソー
- マネー・トレイン ※フジテレビ版
- ミュータント・タートルズ ※フジテレビ版
- めぐり逢えたら ※フジテレビ版
- 遊星からの物体X
- ユージュアル・サスペクツ ※ソフト版

#### ドラマ
- ハット・スクワッド 帽子の騎士たち

#### アニメ
- グーフィー・ムービー ホリデーは最高!!
- パパはグーフィー

### ラジオ
- 連続ラジオまんが おはようサザエさん（文化放送、1977年-1987年）

### レコード
- こどものテレビ・ドラマ・シリーズ サザエさん（東芝音楽工業、1971年）
- テレビまんがアクションシリーズ まんが名作劇場 サザエさん ジムボタン（日本コロムビア、1975年）